# アルフレート・グリスラフスキ
アルフレート・グリスラフスキ（Alfred Grislawski, 1919年11月2日 - 2003年 9月19日）は、第二次世界大戦時のドイツ空軍のエース・パイロットであり、柏葉付騎士鉄十字勲章を受勲した。エース・パイロットとは空中戦で5機以上の敵機を撃墜した軍隊パイロットを呼び表す呼称である。グリスラフスキは800回以上の作戦行動で、133機を撃墜した。西部戦線で挙げた24機の戦果の内アメリカ陸軍航空軍（USAAF）の4発爆撃機が18機含まれ、東部戦線の109機の内には16機のイリューシン Il-2が含まれていた。

## 軍歴
アルフレート・グリスラフスキは1919年11月2日にルール地方のヴァンネ＝アイケルで炭鉱夫のグスタフ・グリスラフスキ（Gustav Grislawski）と妻のヘンリエッテ（Henriette）の息子として生まれた。アルフレートは4人兄妹の2番目であり、兄のヴァルター（Walter）、妹のヘルタ（Herta）、弟のホルスト（Horst）がいた。学校を卒業するとグリスラフスキはポンメルンの農場で働いた。その後海軍に入隊したが、海軍航空隊への優先しての配属は拒否された。グリスラフスキはシュレースヴィヒのFliegerersatzabteilung 16で訓練を開始し、そこを卒業後に一等飛行兵としてツェルプストに駐留する第52戦闘航空団（JG 52）/第III飛行隊に配属された。10月に伍長に昇進し、同月第III飛行隊はルーマニアへの移動を命じられ、第28戦闘航空団（JG 28）/第I飛行隊に改称されてルーマニア空軍の要員の訓練を実施する任務を与えられた。1941年8月にJG 52/第III飛行隊は東部戦線への転戦を命じられウクライナに拠点を置いた。グリスラフスキの最初の戦果は9月1日に挙げたソ連軍のポリカルポフ I-16であり、その年の終わりまでにグリスラフスキは総計11機の戦果を挙げた。12月の終わりに第III飛行隊はハルキウ地域に移動し、1943年4月にJG 52/第9飛行中隊はケルチ攻防戦の支援のためにクリミアへの移動命令を受けた。グリスラフスキは4月30日に20機目としてソ連軍のI-15bis戦闘爆撃機を撃墜し、特に5月の間に22機を撃墜し顕著な成果を挙げた。7月には43機撃墜の功で騎士鉄十字勲章を受章し、7月24日に休暇に出発した。
1942年8月にグリスラフスキ曹長はコーカサスを拠点とするJG 52/第7飛行中隊に配属され、9月にテレク（Terek）橋頭堡上空で16機を撃墜した。11月5日には4機のイリューシン Il-2を撃墜したが、乗機のBf 109 G-2が撃墜され不時着を余儀なくされて数箇所の打撲傷を負った。1943年1月18日にグリスラフスキのロッテ編隊はソ連軍のI-16戦闘機の迎撃を受け、グリスラフスキの乗機は被弾して発火した。火を噴く乗機をなだめすかしつつドイツ軍前線内まで舞い戻り、顔面に火傷を負いつつも脱出した。グリスラフスキは有名なカラヤカルテットの4名の中の一人であった。
1943年1月26日にグリスラフスキは少尉に昇進し、2月3日に92機目、4月27日には100機撃墜を記録した。6月にドイツ軍が敷設した地雷の爆風により負傷し、回復するとグリスラフスキは南部予備戦闘飛行隊（JGr Süd）へ転属した。8月にJGr Südの基幹はヘルマン・グラーフ少佐指揮の第50戦闘航空団（JG 50）に改称され、この部隊は高高度に飛来するイギリス空軍のデ・ハビランド モスキート戦闘爆撃機と写真偵察機の迎撃を任務としていた。ヴィースバーデン＝エルベンハイムに駐留したグリスラフスキは、8月17日に最初の2機となるアメリカ陸軍航空軍（USAAF）所属の4発爆撃機を撃墜し、10月の初めには大尉に昇進してJGr. 50の臨時指揮官に任命された。

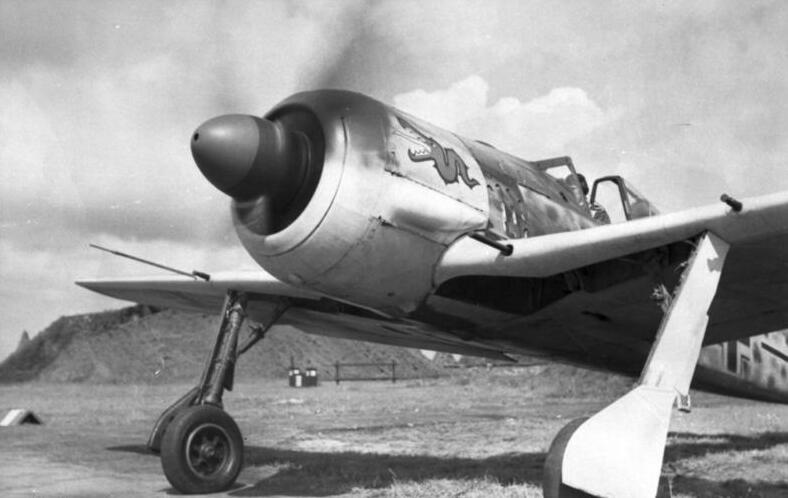
のフォッケウルフ Fw190A

1943年11月にグリスラフスキはディーレン基地に駐留するフォッケウルフ Fw190装備の第1戦闘航空団（JG 1）/第1飛行中隊の中隊長に任命された。1944年1月24日にBaske上空でUSAAFの4発爆撃機を撃墜したときに負傷して乗機のFw 190A-7から脱出した。その後3月13日にグリスラフスキは、高高度運用向けの特殊装備を備えた新型のBf 109 G-6/AS を装備し、優勢なUSAAFの護衛戦闘機との戦闘を任務としたJG 1/第8飛行中隊の飛行中隊長に任命された。
グリスラフスキ大尉は1944年4月11日に122機撃墜の功で柏葉付騎士鉄十字勲章を授与され、その後指揮下のJG 1/第8飛行中隊はフランスでのノルマンディー上陸作戦へ投入された。1週間もしないうちに部隊はドイツ本国に引き揚げられたが、戦力は海岸堡への作戦で消耗していた。
1944年7月にグリスラフスキはJG 1/第III飛行隊の飛行隊長としてフランスに戻った。7月27日にスーパーマリン スピットファイアに撃墜されたが、無事に脱出した。7月の終わりに第53戦闘航空団/第11飛行中隊の飛行中隊長に異動となり、9月12日に2機のボーイング B-17を撃墜した。9月26日にグリスラフスキは133機目で最後の戦果となるロッキード P-38 ライトニング双発戦闘機を撃墜した。グリスラフスキのBf 109 G-14はヒューバート・ゼムケ大佐が操縦するP-51 マスタングによる銃撃でエンジンに被弾して発火した。グリスラフスキは脱出したが、非常に激しい着地のために脊椎の2箇所にひびが入り、戦争の残りの期間を軍の病院で過ごした。
戦争の終わりにグリスラフスキはオーストリアアルプスのバート・ガスタインにいたが、国境線を越えて故郷のヴァンネ＝アイケルへ帰郷することができた。グリスラフスキは戦時中に負った怪我が原因でドイツ連邦空軍への入隊を断られ、2003年9月19日に死去した。

## 受勲
- 空軍名誉杯（1942年5月30日）[4]
- 鉄十字章
  - 2級（1941年9月9日）[5]
  - 1級（1941年10月29日）[5]
- 空軍前線飛行章 戦闘機パイロット金章（1941年12月5日）[5]
- 柏葉・剣付騎士鉄十字章
  - 騎士鉄十字章（1942年7月1日）：第52戦闘航空団／第9飛行中隊の軍曹（英語版）として[6][7]
  - 柏葉 第446号（1944年4月11日）：第1戦闘航空団／第1飛行中隊の飛行中隊長の大尉 (war officer)として[7][8]

## 参照
出典
1. ↑  Spick 1996, pp. 3–4.
2. ↑  Bergström, Antipov and Sundin 2003, p. 300.
3. ↑  Bergström, Antipov and Sundin 2003, pp. 13–14.
4. ↑  Obermaier 1989, p. 63.
5. 1 2 3  Bergström, Antipov and Sundin 2003, p. 95.
6. ↑  Fellgiebel 2000, p. 203.
7. 1 2  Scherzer 2007, p. 349.
8. ↑  Fellgiebel 2000, p. 81.

参考文献
- Bergström, Christer; Antipov, Vlad and Sundin, Claes (2003). Graf & Grislawski—A Pair of Aces. Hamilton MT: Eagle Editions Ltd. ISBN 0-9721060-4-9.
- Fellgiebel, Walther-Peer (2000). Die Träger des Ritterkreuzes des Eisernen Kreuzes 1939-1945. Podzun-Pallas. ISBN 3-7909-0284-5.
- Obermaier, Ernst (1989). Die Ritterkreuzträger der Luftwaffe Jagdflieger 1939 - 1945 (in German). Mainz, Germany: Verlag Dieter Hoffmann. ISBN 3-87341-065-6.
- Price, Alfred. Sky Battles, Sky Warriors. ISBN 1-8540-9335-5.
- Schaulen, Fritjof (2003). Eichenlaubträger 1940 - 1945 Zeitgeschichte in Farbe I Abraham - Huppertz (in German). Selent, Germany: Pour le Mérite. ISBN 3-932381-20-3.
- Scherzer, Veit (2007). Die Ritterkreuzträger 1939–1945 Die Inhaber des Ritterkreuzes des Eisernen Kreuzes 1939 von Heer, Luftwaffe, Kriegsmarine, Waffen-SS, Volkssturm sowie mit Deutschland verbündeter Streitkräfte nach den Unterlagen des Bundesarchives (in German). Jena, Germany: Scherzers Miltaer-Verlag. ISBN 978-3-938845-17-2.
- Spick, Mike (1996). Luftwaffe Fighter Aces. New York: Ivy Books. ISBN 0-8041-1696-2.